# Ich-Ek
Ich-Ek es una localidad del estado mexicano de Campeche. Es parte del municipio de Hopelchén.

## Toponimia
El nombre «Ich-Ek» proviene de los términos en maya ich, entre; eek, palo de tinte. Su significado es «entre los palos de tinte».

## Demografía
| Gráfica de evolución demográfica |
|                                  |

| Censo | Población |
| ----- | --------- |
| 1930  | 37        |
| 1940  | 104       |
| 1950  | 333       |
| 1960  | 400       |
| 1970  | 468       |
| 1980  | 604       |
| 1990  | 708       |
| 2000  | 812       |
| 2010  | 970       |
| 2020  | 1 008     |